# Lijst van gemeenten in Afyonkarahisar
Onderstaande lijst bevat alle gemeenten (2000) in de Turkse provincie Afyonkarahisar.
| District       | Gemeente       |
| -------------- | -------------- |
| Afyonkarahisar | Afyonkarahisar |
| Afyonkarahisar | Anıtkaya       |
| Afyonkarahisar | Beyyazı        |
| Afyonkarahisar | Büyükkalecik   |
| Afyonkarahisar | Çayırbağ       |
| Afyonkarahisar | Çıkrık         |
| Afyonkarahisar | Değirmenayvalı |
| Afyonkarahisar | Erkmen         |
| Afyonkarahisar | Fethibey       |
| Afyonkarahisar | Gebeceler      |
| Afyonkarahisar | Işıklar        |
| Afyonkarahisar | Nuribey        |
| Afyonkarahisar | Salar          |
| Afyonkarahisar | Susuz          |
| Afyonkarahisar | Sülümenli      |
| Afyonkarahisar | Sülün          |
| Başmakçı       | Başmakçı       |
| Başmakçı       | Yaka           |
| Bayat          | Bayat          |
| Bolvadin       | Bolvadin       |
| Bolvadin       | Büyükkarabağ   |
| Bolvadin       | Dişli          |
| Bolvadin       | Kemerkaya      |
| Bolvadin       | Özburun        |
| Çay            | Akkonak        |
| Çay            | Çay            |
| Çay            | Deresinek      |
| Çay            | Eber           |
| Çay            | İnli           |
| Çay            | Karacaören     |
| Çay            | Karamık        |
| Çay            | Koçbeyli       |
| Çay            | Pazarağaç      |
| Çobanlar       | Çobanlar       |
| Çobanlar       | Kocaöz         |
| Dazkırı        | Dazkırı        |
| Dazkırı        | Yüreğil        |
| Dinar          | Çiçektepe      |
| Dinar          | Dinar          |
| Dinar          | Doğanlı        |
| Dinar          | Haydarlı       |
| Dinar          | İncesu         |
| Dinar          | Kadılar        |
| Dinar          | Kınık          |
| Dinar          | Tatarlı        |
| Dinar          | Uluköy         |
| Dinar          | Yıprak         |
| Emirdağ        | Adayazı        |
| Emirdağ        | Aşağıpiribeyli |
| Emirdağ        | Bademli        |
| Emirdağ        | Davulga        |
| Emirdağ        | Emirdağ        |
| Emirdağ        | Gömü           |
| Evciler        | Evciler        |
| Evciler        | Gökçek         |
| Hocalar        | Hocalar        |
| Hocalar        | Yeşilhisar     |
| İhsaniye       | Ayazini        |
| İhsaniye       | Bozhüyük       |
| İhsaniye       | Döğer          |
| İhsaniye       | Gazlıgöl       |
| İhsaniye       | Gazlıgölakören |
| İhsaniye       | İhsaniye       |
| İhsaniye       | Karacaahmet    |
| İhsaniye       | Kayıhan        |
| İhsaniye       | Yaylabağı      |
| İscehisar      | Alanyurt       |
| İscehisar      | İscehisar      |
| İscehisar      | Seydiler       |
| Kızılören      | Kızılören      |
| Sandıklı       | Akharım        |
| Sandıklı       | Ballık         |
| Sandıklı       | Başağaç        |
| Sandıklı       | Karadirek      |
| Sandıklı       | Kızık          |
| Sandıklı       | Kusura         |
| Sandıklı       | Menteş         |
| Sandıklı       | Örenkaya       |
| Sandıklı       | Sandıklı       |
| Sandıklı       | Sorkun         |
| Sandıklı       | Yavaşlar       |
| Sinanpaşa      | Ahmetpaşa      |
| Sinanpaşa      | Akören         |
| Sinanpaşa      | Düzağaç        |
| Sinanpaşa      | Güney          |
| Sinanpaşa      | Kılıçarslan    |
| Sinanpaşa      | Kırka          |
| Sinanpaşa      | Küçükhüyük     |
| Sinanpaşa      | Nuh            |
| Sinanpaşa      | Savran         |
| Sinanpaşa      | Sinanpaşa      |
| Sinanpaşa      | Taşoluk        |
| Sinanpaşa      | Tınaztepe      |
| Sinanpaşa      | Tokuşlar       |
| Sultandağı     | Dereçine       |
| Sultandağı     | Karapınar      |
| Sultandağı     | Kırca          |
| Sultandağı     | Sultandağı     |
| Sultandağı     | Üçkuyu         |
| Sultandağı     | Yakasinek      |
| Sultandağı     | Yeşilçiftlik   |
| Şuhut          | Atlıhisar      |
| Şuhut          | Balçıkhisar    |
| Şuhut          | Efe            |
| Şuhut          | Karaadilli     |
| Şuhut          | Karacaören     |
| Şuhut          | Kayabelen      |
| Şuhut          | Şuhut          |